# The Ring (South Park)
The Ring é o episódio global de número 182 e o primeiro episódio da décima terceira temporada da série de desenho animado South Park. É o primeiro episódio da série a ser transmitido em alta definição, ele foi ao ar pela primeira vez nos Estados Unidos pelo Comedy Central em 11 de março de 2009.

## Repercussão
De acordo com a Nielsen Media Research, "The Ring" foi assistido por 3,41 milhões de telespectadores em sua transmissão original nos Estados Unidos. O episódio se tornou a segunda produção do Comedy Central mais assistida da semana, somente atrás de Comedy Central Roast de Larry the Cable Guy, que foi visto por 4,08 milhões de telespectadores. Ele também superou os episódios de 11 e 12 de março do The Daily Show, que receberam ampla cobertura da mídia devido a uma rivalidade entre o apresentador Jon Stewart e o comentarista Jim Cramer, um dos convidados do programa.

Muitos clássicos de South Park - por exemplo, o episódio do Mormonismo - são implacáveis com as religiões, mas o verdadeiro vilão aqui é uma cultura corporativa usando a religião e o desejo temeroso dos pais de proteger suas filhas, para um fim lucrativo: 'Eu ganhou bilhões com a ignorância cristã por décadas!' gaba-se Mickey. 'E você sabe por quê? Porque os cristãos são retardados! Eles acreditam em um cara morto falante!'

— James Poniewozik em sua crítica para Time.
A estreia da décima terceira temporada recebeu críticas geralmente positivas. O contribuinte da Entertainment Weekly, Ken Tucker, deu uma resenha positiva e aprovou a desgraça de Kenny, comentando: "Assim, South Park acabou ficando do lado da religião e da liberdade sexual, com muitas gargalhadas na barganha... Trey e Matt estão tendo um ótimo início de 13.ª temporada." O jornalista James Poniewozik, escrevendo pela Time, considerou o episódio melhor do que qualquer outro da temporada anterior e complementou: "['The Ring'] demonstrou que o desenho animado é melhor quando se concentra nas quatro crianças e quando é conduzido por uma fúria moral incandescente." Travis Fickett do IGN elogiou  particularmente a sátira da Disney, escrevendo que o episódio apresenta "uma sátira afiada que ultrapassa o humor de choque."
O episódio também obteve repercussão por cenas e falas específicas. O contribuinte do The A.V. Club, Josh Modell, deu uma nota A-, mesmo com o final moralmente "pesado". Modell disse que gostou particularmente das reações das garotas durante o show dos Jonas Brothers, da resposta entusiástica de Kenny à promiscuidade de sua namorada e da fala do personagem de Jimmy Valmer: "Se vocês descobrissem que minha namorada era uma prostituta furiosa, eu iria querer me contasse." Em sua lista dos principais momentos da televisão da semana, o TV Guide listou uma linha de diálogo de "The Ring" protagonizada por Butters: "Um anel que diz que vocês ficarão juntos, mas não fazem sexo. Isso não é chamado de aliança de casamento?"

## Lançamento caseiro
"The Ring", junto com os outros treze episódios da décima terceira temporada de South Park, foram lançados em conjuntos de DVD e Blu-ray nos Estados Unidos em 16 de março de 2010. Os conjuntos incluíam breves comentários de áudio de Parker e Stone para cada episódio, uma coleção de cenas excluídas e um mini recurso especial chamdo Inside Xbox: A Behind-the-Scenes Tour of South Park Studios, que discutiu o processo por trás da animação do seriado com o apresentador do Inside Xbox, Major Nelson.